# Stealth ATF
Stealth ATF es un videojuego que fue lanzado por Activision para Nintendo Entertainment System en 1989. El videojuego trata de acción y tiene modo multijugador de hasta 2 jugadores.

## Argumento y jugabilidad
El jugador es un piloto de caza en un Lockheed F-117 Nighthawk, en el que se deben realizar distintas misiones. La primera misión se trata de derribar 4 cazas enemigos. El caza viene equipado con unas ametralladoras y unos misiles.
El videojuego cuenta con un modo multijugador.

## Recibimiento y críticas
El juego fue bien recibido por los jugadores de NES, por las vistas 3D de combate y se distinguía de los demás juegos en los que pilotabas una nave o avión. Sin embargo, el jugador puede tener dificultades en derribar a los cazas enemigos por su corta visión de disparo y puede provocar pesadez y cansancio.